# NASA Astronaut Group 12
Il NASA Astronaut Group 12 (the GAFFers) è stato annunciato dalla NASA il 5 giugno 1987

## Elenco degli astronauti

### Piloti

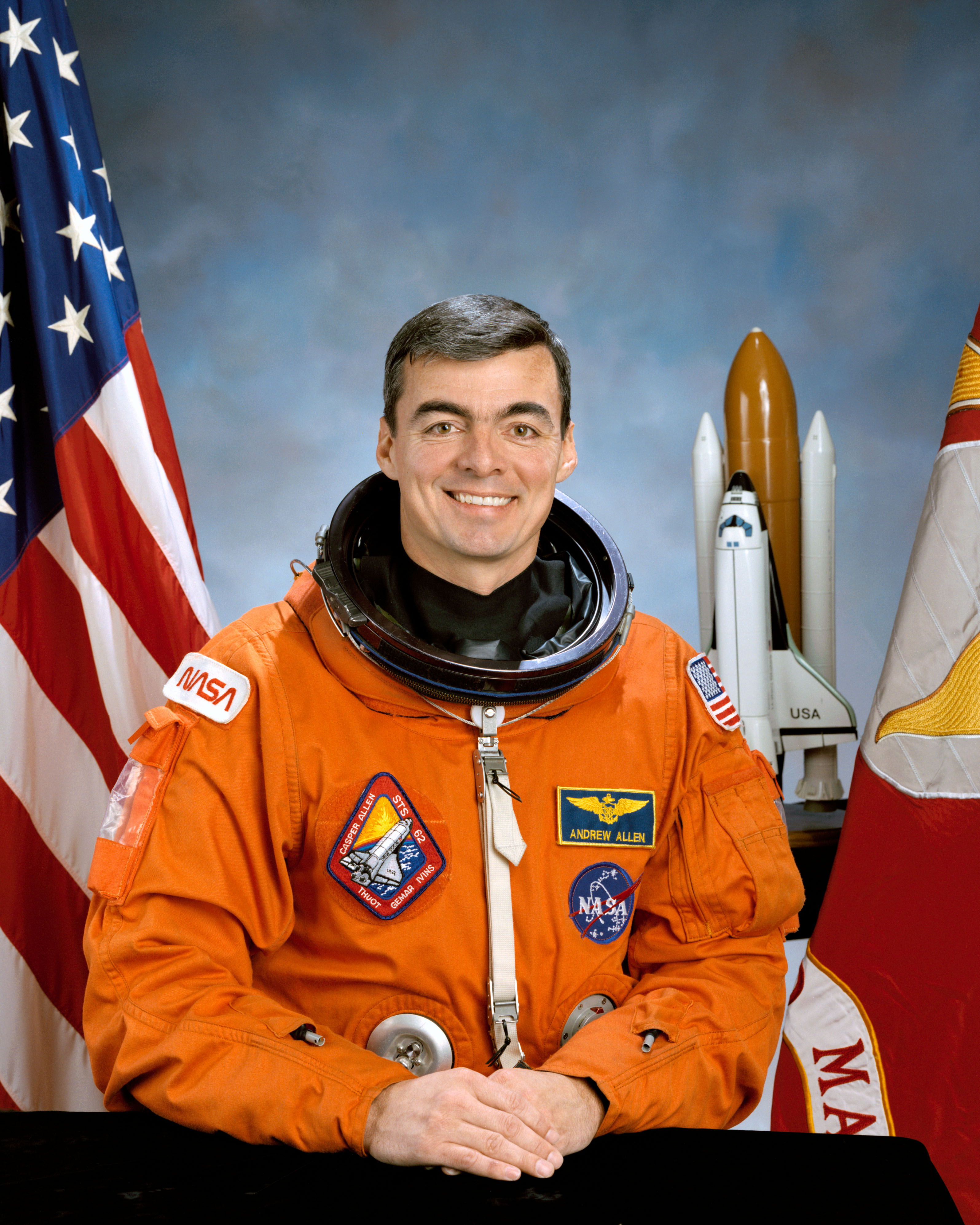
Andrew Allen

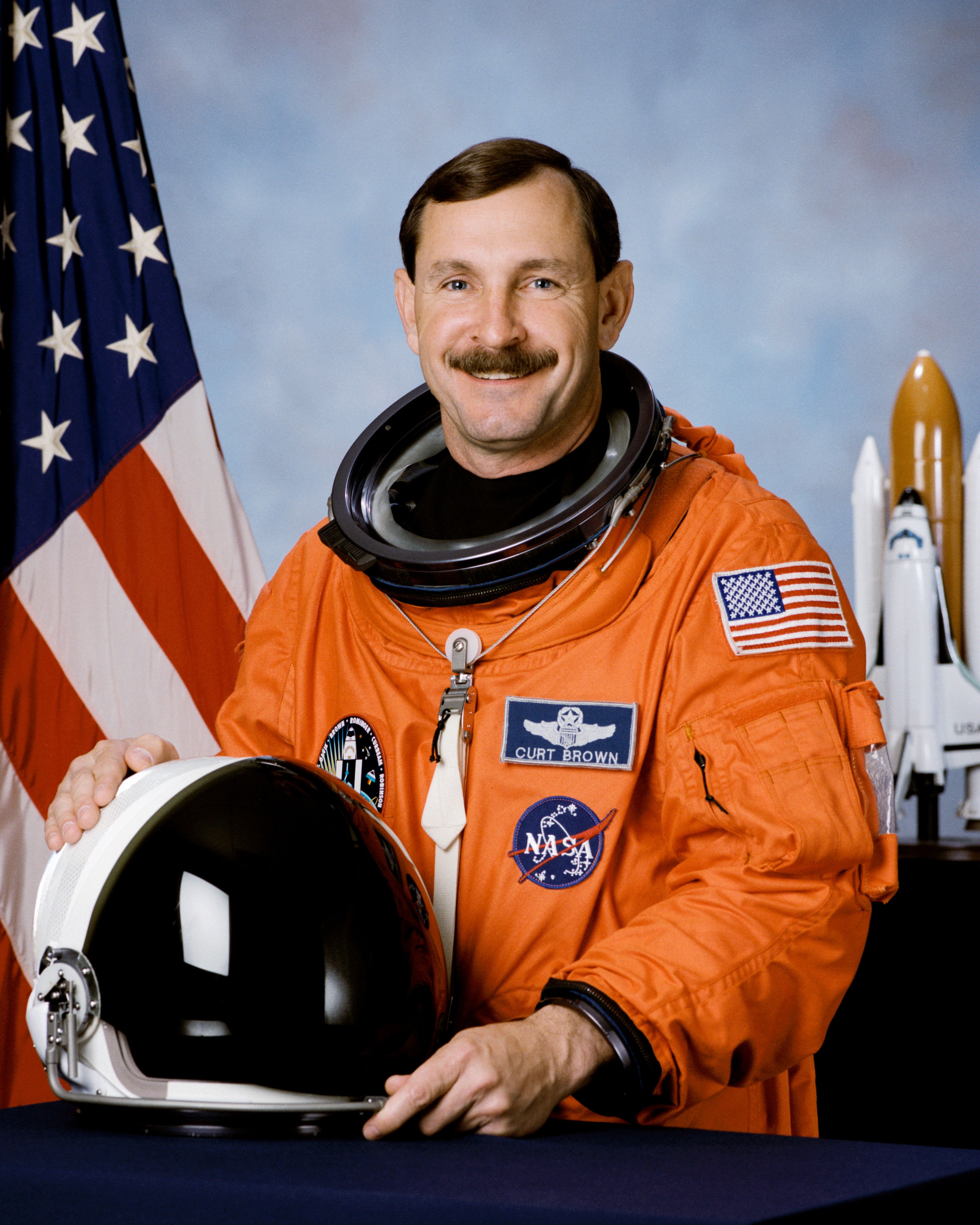
Curtis Brown

- Andrew Allen [1]

STS-46, Pilota
STS-62, Pilota
STS-75, Comandante
- Kenneth Bowersox [2]

STS-50, Pilota
STS-61, Pilota
STS-73, Comandante
STS-82, Comandante
STS-113 / Sojuz TMA-1, Specialista di Missione / Ingegnere di volo
Expedition 6, Comandante
- Curtis Brown [3]

STS-47, Pilota
STS-66, Pilota
STS-77, Pilota
STS-85, Comandante
STS-95, Comandante
STS-103, Comandante
- Kevin Chilton [4]

STS-49, Pilota
STS-59, Pilota
STS-76, Comandante
- Donald McMonagle [5]

STS-39, Specialista di missione
STS-54, Pilota
STS-66, Comandante
- William Readdy [6]

STS-42, Specialista di Missione
STS-51, Pilota
STS-79, Comandante
- Kenneth Reightler [7]

STS-48, Pilota
STS-60, Pilota

### Specialisti di Missione

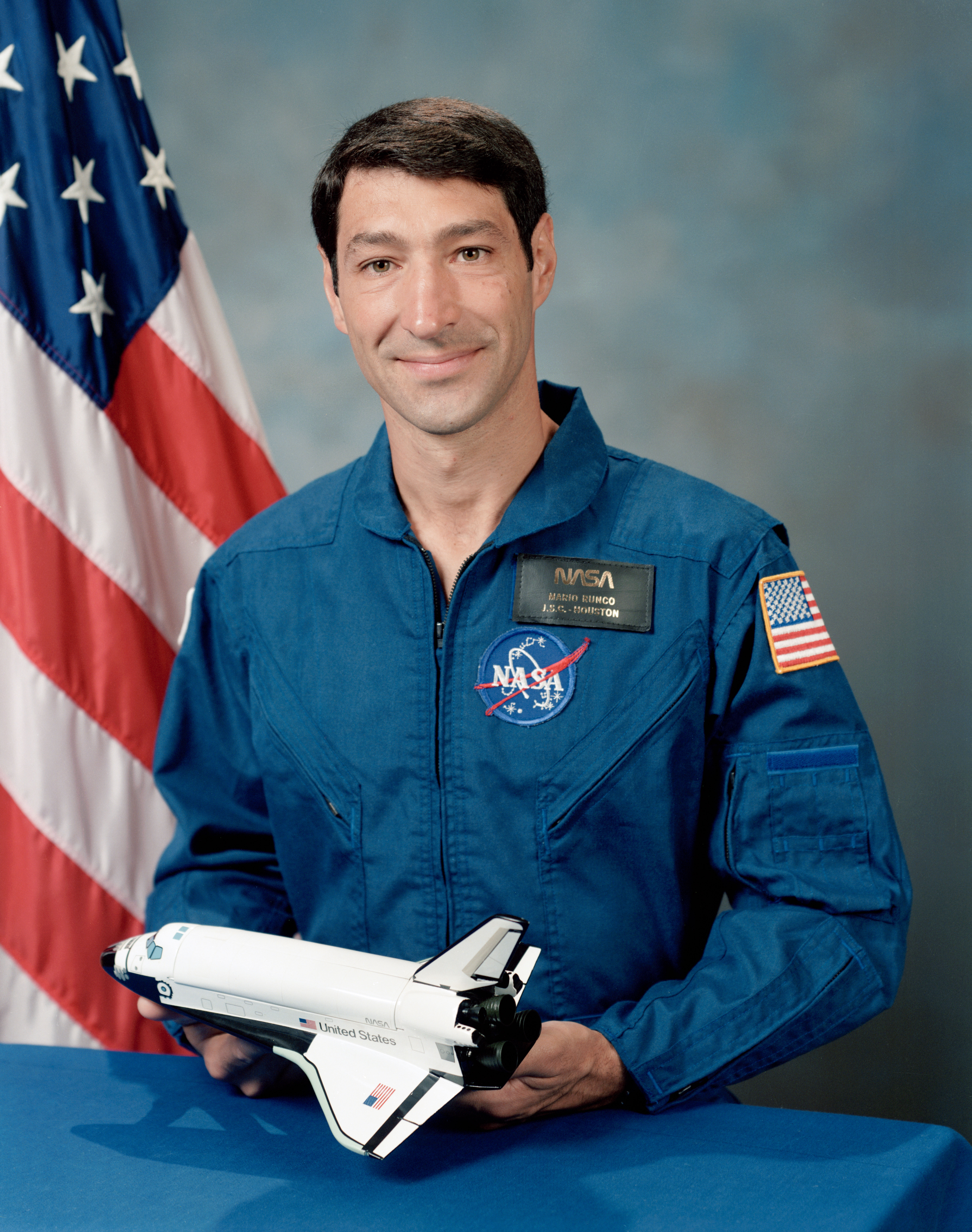
Mario Runco

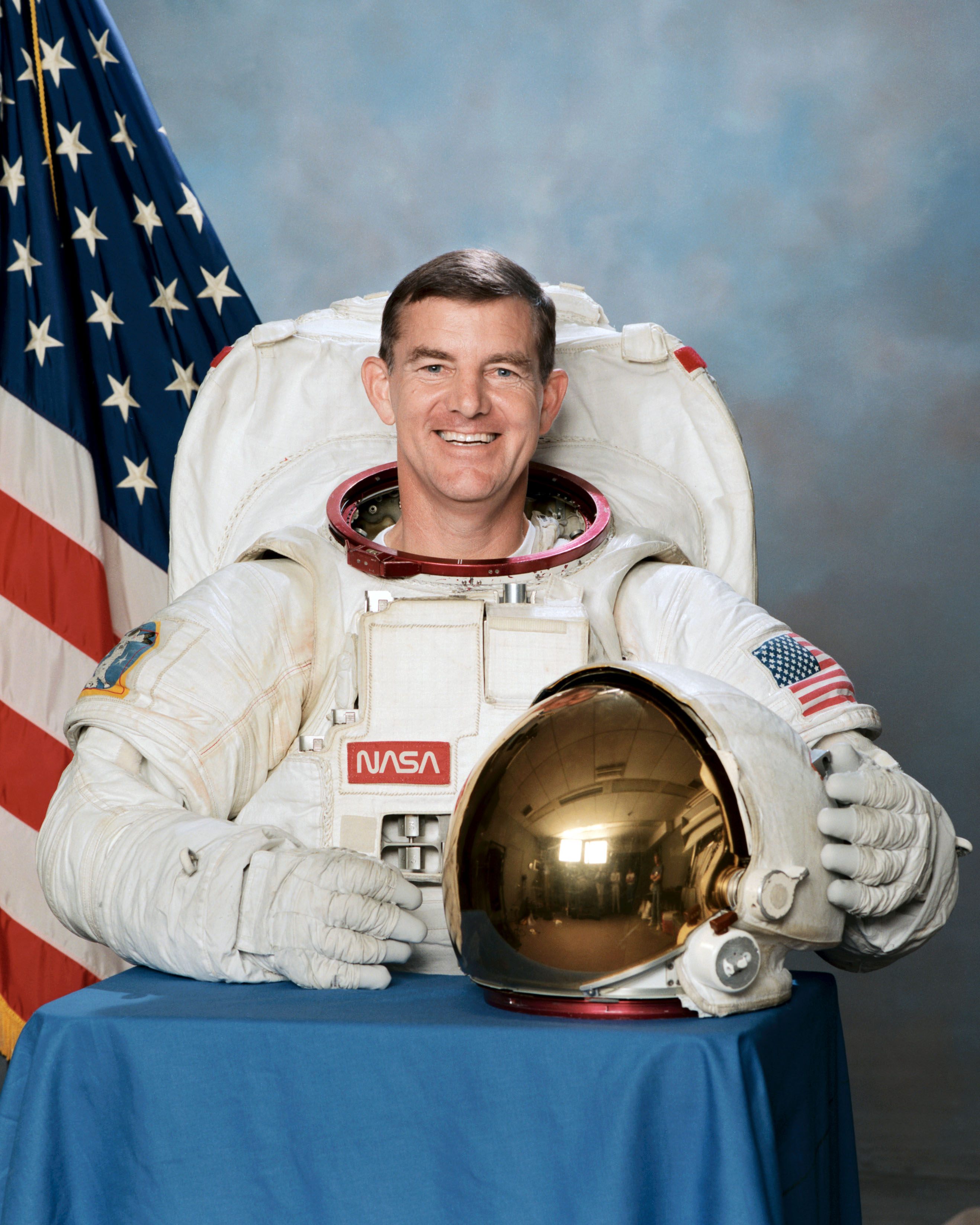
James Voss

- Thomas Akers [8]

STS-41, Specialista di Missione
STS-49, Specialista di Missione
STS-61, Specialista di Missione
STS-79, Specialista di Missione
- Nancy Davis [9]

STS-47, Specialista di Missione
STS-60, Specialista di Missione
STS-85, Specialista del carico utile
- Michael Foale [10]

STS-45, Specialista di Missione
STS-56, Specialista di Missione
STS-63, Specialista di Missione
STS-84 / STS-86, Specialista di Missione
Mir 23/24, Ingegnere di volo
STS-103, Specialista di Missione
Sojuz TMA-3, Ingegnere di volo
Expedition 8, Comandante
- Gregory Harbaugh [11]

STS-39, Specialista di Missione
STS-54, Specialista di Missione
STS-71, Specialista di Missione
STS-82, Specialista di Missione
- Mae Jemison [12]

STS-47, Specialista di Missione
- Bruce Melnick [13]

STS-41, Specialista di Missione
STS-49, Specialista di Missione
- Mario Runco [14]

STS-44, Specialista di Missione
STS-54, Specialista di Missione
STS-77, Specialista di Missione
- James Voss [15]

STS-44, Specialista di Missione
STS-53, Specialista di Missione
STS-69, Specialista di Missione
STS-101, Specialista di Missione
STS-102 / STS-105, Ingegnere di volo
Expedition 2, Ingegnere di volo